# 大アルカナ
大アルカナ（だいアルカナ、major arcana）は、タロットの一組78枚のうち22枚を構成する寓意画が描かれたカードを指す。

## 概要
「アルカナ」とはラテン語でarcanum＝アルカーヌムの複数形arcanaであり、「机の引き出し」の意味から引き出しに「隠されたもの」を指し、さらに転じて「秘密」「神秘」などの意味になった。タロットを神秘的なものと見るようになった19世紀頃から使われ始めた言葉で、ゲーム用具としてのタロットでは、単に「切り札（英語: trump、フランス語: atout など）」と呼ばれる。ただし神秘主義に基づいて創作されたタロット・カードであってもアレイスター・クロウリーの「トートのタロット」のように "TRUMP" という言葉を使っている例はある。
「愚者」のカードを切り札に含めるかどうかは地域差があり、フランスでは切り札とは独立したカードとしているが、オーストリアなど中央ヨーロッパでは22番目の切り札としている。神秘主義に基づく創作系のタロット・カードにおいても、「愚者」を大アルカナに含めるかどうかは説が分かれている（後述）。また「星」から「世界」までの5枚のカードは「アリエ」（ラテン語で「天」の意味）と呼ばれ、切り札の中でも最強のものとされた。

## ヘブライ文字との関係
枚数が22枚であることから、神秘主義者らによってヘブライ文字22文字やセフィロト（生命の木）の22本の経路と関連づけて解釈される事が多い。しかしヘブライ文字と22枚のカードのどれとどれを関係付けるかは複数の説がある。

## 意味解釈
- カードの順番配列にはいくつもの説がある。この表の順番配列はウェイト版タロットである。
  - アーサー・エドワード・ウェイトは、8番を力、11番を正義にして、旧来の順番を入れ替えた[注釈 3]とされるが、最初にこの入れ替えをしたのはウェイトではない。ウェイト版タロットが有名になったため、この入れ替えはウェイト式と認識されるようになったのである。以後、英米ではそれに倣うカードが多く創作されたため、世界のタロットカードには旧来の順番に従うものとウェイト版タロットのものとの二大系列ができた[注釈 4]。伝統的なマルセイユ版タロットは前者（旧来の順番に従うもの）に属する。
  - 「愚者」のカードは番号が与えられず無記のままかもしくは22番であったのを、フランスのエッティラは大アルカナ21枚と切り離し小アルカナの後ろに置いて78番とした[注釈 5]。パピュスは愚者を21番、世界を22番とした[注釈 6]。英国のウェイトが初めて愚者を0番としたとの説があるがこれは誤りで、正しくはアントワーヌ・クール・ド・ジェブランである。現在では愚者のカードはそのタロットによって、0番、21番、22番、無記の4種類のタロットがある（愚者を21番とする場合は世界を22番とする）。また8番と11番の位置の如何にかかわらず、愚者のカードの位置は、冒頭（1番の前）に配されるもの、大アルカナの最後（21番の後、小アルカナの前）に配されるもの、20番と21番の間に配されるもの、小アルカナも含めた全カードの最後に配されるもの、と4種類のデッキがある[注釈 7]。
- この表の「意味」の項の説明はウェイトのタロット図解に基づく[注釈 8]。
- この表にあげた西洋占星術の星座と惑星との関連の項は、あくまで一例であり、参考としてあげたまでである。カードと占星術の関係をどうあてはめるかは18世紀のエッティラの説を最初とし、それ以降、現代に至るまで欧米日の神秘家たちによる数多くの説[注釈 9]が存在するので、注意が必要である（詳細はそれぞれのカードの頁を参照）。

| 番号               | タイトル                                               | 意味                         | 占星術（一例） |
| ------------------ | ------------------------------------------------------ | ---------------------------- | -------------- |
| 0 （22,21,無番号） | 愚者（ジプシー、道化師、物質主義者）                   | 夢想・愚行・極端・熱狂       | 火星           |
| 1                  | 魔術師（異教徒、奇術師、賢者、せむし、道士、香具師）   | 意志・手腕・外交             | 水星           |
| 2                  | 女教皇（イブ、女司祭、隠されたイシス、ジュノー）       | 秘密・神秘・英知             | 土星           |
| 3                  | 女帝（現われたイシス、皇后、大地、ビーナス）           | 実り・行動・月日の長さ・未知 | 金星           |
| 4                  | 皇帝（オシリス、元首、ジプシーの王、立方体の石）       | 統治・堅固さ・防御・同盟     | 木星           |
| 5                  | 教皇（司祭長、ジプシープリンス、法王、法の審判）       | 信条・社会性・恵みと有徳     | 02金牛宮       |
| 6                  | 恋人（エルメス、エロス、結婚、二つの道、優柔不断、愛） | 魅力・愛美                   | 03双児宮       |
| 7                  | 戦車（凱旋、勝利の王、征服者）                         | 援軍・摂理・勝利・復讐       | 09人馬宮       |
| 8 （11）           | 力（女力士、剛毅、説得、ヘラクレス、勇気）             | 力・勇気・寛大・名誉         | 05獅子宮       |
| 9                  | 隠者（賢者、反逆者、老人）                             | 深慮・忠告を受ける・崩壊     | 11宝瓶宮       |
| 10                 | 運命の輪（運命の車、革命、幸運神、時代、報い、輪）     | 幸運・転機・向上             | 06処女宮       |
| 11 （8）           | 正義（裁判の女神、主席判事、正義の女神、バランス）     | 平等・正しさ・正当な判決     | 07天秤宮       |
| 12                 | 吊るされた男（死刑囚、使徒、殉教者、処刑台、吊るし人） | 英知・慎重・試練・直観       | 12双魚宮       |
| 13                 | 死神（時間、不死性、霊魂） ※無記名の場合アリ           | 停止・損失・死と再生         | 08天蝎宮       |
| 14                 | 節制（グレートマザー、大天使、天界の女王、閃き）       | 調整・中庸・倹約・管理       | 04巨蟹宮       |
| 15                 | 悪魔（黒魔術師、サタン、情欲、堕天使、バフォメット）   | 暴力・激烈・宿命・黒魔術     | 10磨羯宮       |
| 16                 | 塔（稲妻、神の家、神罰、バベルの塔、脆さ、落雷の塔）   | 悲嘆・災難・不名誉・転落     | 01白羊宮       |
| 17                 | 星（希望、賢人の星、シリウス、時間）                   | 希望と吉兆・瞑想・放棄       | 星             |
| 18                 | 月（黄昏、ヘカテ、魔王、夢、霊界）                     | 隠れた敵・幻想・欺瞞・失敗   | 月             |
| 19                 | 太陽（インスピレーション、赤ん坊、永遠の青春、双子）   | 物質的な幸福・幸運な結婚     | 太陽           |
| 20                 | 審判（名誉、復活、最後の審判、永遠、怒りの日、石棺）   | 復活・位置の変化・更新       | ----           |
| 21 （22）          | 世界（宇宙、帰還、真実、大地、地球、導師、ソフィア）   | 完成・約束された成功・旅     | （黄道12宮）   |